# Kim Yong Dae
Kim Yong Dae (în coreeană: 김영대; n. 12 decembrie 1937) este un om politic din Coreea de Nord care din 2009 deține funcția de Președinte al Partidului Social-Democrat Coreean și este membru al Adunării Populare Supreme a Coreei de Nord.